# Birkirkara Football Club 2019-2020
Questa voce raccoglie le informazioni riguardanti il Birkirkara Football Club nelle competizioni ufficiali della stagione 2019-2020.

## Maglie e sponsor
| Casa | Trasferta |

Sponsor ufficiale: McDonald's

Fornitore tecnico: Adidas

## Rosa
| N. |                    | Ruolo | Calciatore          |
| -- | ------------------ | ----- | ------------------- |
| 1  | Malta (bandiera)   | P     | Andrew Hogg         |
| 4  | Brasile (bandiera) | D     | Jeferson            |
| 5  | Italia (bandiera)  | D     | Enrico Pepe         |
| 6  | Malta (bandiera)   | C     | Matthew Guillaumier |
| 8  | Malta (bandiera)   | A     | Paul Mbong          |
| 10 | Malta (bandiera)   | C     | Johan Bezzina       |
| 11 | Malta (bandiera)   | D     | Kurt Zammit         |
| 14 | Malta (bandiera)   | C     | Yankam Yannick      |
| 15 | Malta (bandiera)   | D     | Zachary Cassar      |
| 16 | Spagna (bandiera)  | A     | Diego Capel         |
| 17 | Malta (bandiera)   | A     | Michael Mifsud      |

| N. |                      | Ruolo | Calciatore       |
| -- | -------------------- | ----- | ---------------- |
| 18 | Malta (bandiera)     | C     | Roderick Briffa  |
| 20 | Argentina (bandiera) | A     | Federico Falcone |
| 22 | Malta (bandiera)     | C     | Cain Attard      |
| 24 | Brasile (bandiera)   | A     | Caio Henrique    |
| 25 | Argentina (bandiera) | D     | Oscar Carniello  |
| 25 | Italia (bandiera)    | D     | Claudio Bonanni  |
| 30 | Brasile (bandiera)   | C     | Renatinho        |
| 36 | Malta (bandiera)     | C     | Ryan Fenech      |
| 77 | Ghana (bandiera)     | D     | Isaac Ntow       |
| 85 | Brasile (bandiera)   | A     | Jorginho         |